# Campeonato Paulista 2015
In 2015 werd het 114de Campeonato Paulista gespeeld voor voetbalclubs uit de Braziliaanse staat São Paulo. De competitie werd georganiseerd door de FPF en werd gespeeld van 31 januari tot 3 mei. De competitie werd verdeeld in vier groepen van vijf clubs. De top twee plaatste zich voor de knock-outfase. Santos werd kampioen. 

## Format
De twintig teams werden onderverdeeld in vier groepen van vijf clubs. De clubs uit één groep speelden niet tegen elkaar, maar tegen de vijftien clubs uit de andere drie groepen. De top twee van elke groep plaatste zich voor de knock-outfase. De vier clubs met het laagste aantal punten, ongeacht in welke groep, degradeerden. Indien de vier laagst geklasseerden uit één groep zouden komen dan klasseert de beste derde uit een andere groep zich.

## Groepsfase

### Groep A
| Plaats | Club            | Wed. | W  | G | V | Saldo | Ptn. |
| ------ | --------------- | ---- | -- | - | - | ----- | ---- |
| 1.     | São Paulo       | 15   | 10 | 2 | 3 | 30:10 | 32   |
| 2.     | Red Bull Brasil | 15   | 7  | 3 | 5 | 20:19 | 24   |
| 3.     | Mogi Mirim      | 15   | 5  | 5 | 5 | 17:20 | 20   |
| 4.     | Ituano          | 15   | 4  | 8 | 3 | 12:13 | 20   |
| 5.     | São Bernardo    | 15   | 5  | 3 | 7 | 13:13 | 18   |

|  | Geplaatst voor knock-outfase |

### Groep B
| Plaats | Club        | Wed. | W  | G | V | Saldo | Ptn. |
| ------ | ----------- | ---- | -- | - | - | ----- | ---- |
| 1.     | Corinthians | 15   | 11 | 4 | 0 | 28:10 | 37   |
| 2.     | Ponte Preta | 15   | 8  | 3 | 4 | 22:17 | 28   |
| 3.     | Audax       | 15   | 6  | 4 | 5 | 23:19 | 22   |
| 4.     | São Bento   | 15   | 4  | 9 | 2 | 17:13 | 21   |
| 5.     | Rio Claro   | 15   | 4  | 4 | 7 | 11:16 | 16   |

|  | Geplaatst voor knock-outfase |

### Groep C
| Plaats | Club       | Wed. | W  | G | V  | Saldo | Ptn. |
| ------ | ---------- | ---- | -- | - | -- | ----- | ---- |
| 1.     | Palmeiras  | 15   | 10 | 1 | 4  | 23:10 | 31   |
| 2.     | Botafogo   | 15   | 6  | 4 | 5  | 16:14 | 22   |
| 3.     | Linense    | 15   | 4  | 3 | 8  | 13:25 | 16   |
| 4.     | Portuguesa | 15   | 2  | 7 | 6  | 13:22 | 13   |
| 5.     | Marília    | 15   | 0  | 2 | 13 | 6:35  | 2    |

|  | Geplaatst voor knock-outfase |
|  | Degradatie naar Série A2     |

### Groep D
| Plaats | Club             | Wed. | W  | G | V  | Saldo | Ptn. |
| ------ | ---------------- | ---- | -- | - | -- | ----- | ---- |
| 1.     | Santos           | 15   | 10 | 4 | 1  | 29:12 | 35   |
| 2.     | XV de Piracicaba | 15   | 5  | 3 | 9  | 17:20 | 18   |
| 3.     | Capivariano      | 15   | 4  | 4 | 7  | 20:23 | 16   |
| 4.     | Penapolense      | 15   | 4  | 3 | 8  | 17:22 | 15   |
| 5.     | Bragantino       | 15   | 2  | 1 | 12 | 8:22  | 7    |

|  | Geplaatst voor knock-outfase |
|  | Degradatie naar Série A2     |

## Knock-outfase
|  | kwartfinale      | kwartfinale |             |       | halve finale | halve finale |  |  | finale | finale |
|  |                  |             |             |       |              |              |  |  |        |        |
|  |                  |             |             |       |              |              |  |  |        |        |
|  |                  |             |             |       |              |              |  |  |        |        |
|  |                  |             |             |       |              |              |  |  |        |        |
|  | Santos           | 3           |             |       |              |              |  |  |        |        |
|  | Santos           | 3           |             |       |              |              |  |  |        |        |
|  | XV de Piracicaba | 0           |             |       |              |              |  |  |        |        |
|  | XV de Piracicaba | 0           | Santos      | 2     |              |              |  |  |        |        |
|  |                  |             | Santos      | 2     |              |              |  |  |        |        |
|  |                  | São Paulo   | 1           |       |              |              |  |  |        |        |
|  | São Paulo        | São Paulo   | 1           | 3     |              |              |  |  |        |        |
|  | São Paulo        |             |             | 3     |              |              |  |  |        |        |
|  | Red Bull Brasil  | 0           |             |       |              |              |  |  |        |        |
|  | Red Bull Brasil  | 0           | Santos      |       |              |              |  |  |        |        |
|  |                  |             |             |       |              |              |  |  |        |        |
|  |                  | Palmeiras   |             |       |              |              |  |  |        |        |
|  | Corinthians      | 1           |             |       |              |              |  |  |        |        |
|  | Corinthians      | 1           |             |       |              |              |  |  |        |        |
|  | Ponte Preta      | 0           |             |       |              |              |  |  |        |        |
|  | Ponte Preta      | 0           | Corinthians | 2 (5) |              |              |  |  |        |        |
|  |                  |             | Corinthians | 2 (5) |              |              |  |  |        |        |
|  |                  | Palmeiras   | 2 (6)       |       |              |              |  |  |        |        |
|  | Palmeiras        | Palmeiras   | 2 (6)       | 1     |              |              |  |  |        |        |
|  | Palmeiras        |             |             | 1     |              |              |  |  |        |        |
|  | Botafogo FC      | 0           |             |       |              |              |  |  |        |        |
|  | Botafogo FC      | 0           |             |       |              |              |  |  |        |        |

Details finale
|               |                     |       |        |                                                |
| 26 april Heen | Palmeiras           | 1 – 0 | Santos | Allianz Parque, São Paulo Toeschouwers: 39.479 |
| 26 april Heen | Leandro Pereira 29' |       |        | Allianz Parque, São Paulo Toeschouwers: 39.479 |

| Palmeiras | Santos |

|             |                                                      |       |                                                       |                                           |
| 3 mei Terug | Santos                                               | 2 – 1 | Palmeiras                                             | Vila Belmiro, Santos Toeschouwers: 14.662 |
| 3 mei Terug | David Braz 29' Ricardo Oliviera 43'                  |       | 64' Lucas                                             | Vila Belmiro, Santos Toeschouwers: 14.662 |
| 3 mei Terug | Strafschoppen                                        |       |                                                       | Vila Belmiro, Santos Toeschouwers: 14.662 |
| 3 mei Terug | David Braz Gustavo Henrique Victor Ferraz Lucas Lima | 4 – 2 | Cleiton Xavier Rafael Marques Jackson Leandro Pereira | Vila Belmiro, Santos Toeschouwers: 14.662 |

| Santos | Palmeiras |

## Kampioen
| Campeonato Paulista de 2015 |
| São Paulo                   |
| --------------------------- |
| SANTOS Kampioen (21° titel) |